# 中遠ガス
中遠ガス株式会社（ちゅうえんガス）は、静岡県掛川市の一部を供給区域とする静岡ガス系の都市ガス事業者。
本社所在地は静岡県掛川市中央1丁目18-1。供給ガスは天然ガス（13A:熱量46MJ）。2002年末現在の供給戸数は5,427戸。
ガスは液化天然ガスとして静岡ガスグループの清水エル・エヌ・ジーからタンクローリーで運搬され、掛川駅から700mほど西の東海道本線、東海道新幹線線路脇にある中遠ガス下俣工場内にある静岡ガス小笠山事業所のタンクに貯蔵、そこで気化させた天然ガスを各戸に供給している。

## 沿革
- 1961年7月 - 会社設立
- 2003年2月 - 供給ガスを熱量29.3MJから、13A:熱量46MJへ変更する天然ガス・高カロリー化転換を完了